# MARKAL
MARKAL è un modello utilizzato per rappresentare l'evoluzione dei sistemi energetici, in genere per un periodo di 40-50 anni, a livello nazionale, regionale o di comunità. È utilizzato da 79 istituzioni in 38 paesi del mondo.
A seguito della modellazione di un sistema energetico, MARKAL permette di individuarne scenari futuri. Ogni scenario è caratterizzato da scelte effettuate dal modellista riguardo alla struttura del sistema energetico. Lo scopo di uno scenario è valutare l'effetto prodotto da modifiche al sistema nel corso del tempo. Il termine MARKAL (dall'unione delle due parole MARKet e ALlocation) si riferisce al fatto che il criterio secondo cui il sistema si evolve è quello del raggiungimento del massimo surplus sociale, cioè l'ottenimento della perfetta allocazione dei beni nel mercato.